# I was glad
I was glad (Lateinisch: Laetatus sum) ist ein häufiges Eingangslied der Anglikanischen Kirche und eine der traditionellen Hymnen bei den Krönungen britischer Monarchen. Die bekannteste Fassung stammt aus dem Jahre 1902 von Hubert Parry, der die Verse 1–3,6,7 nutzte.

## Text
Der Text des Introitus stammt aus Psalm 122 in der Fassung des Book of Common Prayer aus dem Jahr 1662:
1. I was glad when they said unto me : We will go into the house of the Lord.
2. Our feet shall stand in thy gates : O Jerusalem.
3. Jerusalem is built as a city : that is at unity in itself.
4. For thither the tribes go up, even the tribes of the Lord : to testify unto Israel, to give thanks unto the Name of the Lord.
5. For there is the seat of judgement : even the seat of the house of David.
6. O pray for the peace of Jerusalem : they shall prosper that love thee.
7. Peace be within thy walls : and plenteousness within thy palaces.
8. For my brethren and companions' sakes : I will wish thee prosperity.
9. Yea, because of the house of the Lord our God : I will seek to do thee good.

Übersetzung
1. Ich freute mich, als sie zu mir sagten: Wir gehen in das Haus des Herrn!
2. Unsere Füße sollen stehen in deinen Toren, Jerusalem!
3. Jerusalem ist gebaut als eine Stadt, einig in sich selbst.
4. Denn dorthin ziehen die Stämme hinauf, ja die Stämme des Herrn – ein Zeugnis für Israel, Dank zu sagen dem Namen des Herrn!
5. Denn dort ist der Thron des Gerichts, ja der Thron des Hauses David.
6. Bittet für den Frieden Jerusalems! Es soll denen wohlgehen, die dich lieben!
7. Friede sei in deinen Mauern und Überfluss in deinen Palästen!
8. Um meiner Brüder und Freunde willen wünsche ich dir Wohlergehen!
9. Ja, wegen des Hauses des Herrn, unsres Gottes, will ich dir Gutes zu tun suchen!

Der Psalm ist ein Lied der Pilger zum Jerusalemer Tempel und ein Gebet für den Frieden und Wohlstand Jerusalems. Seine Verwendung im Krönungs-Gottesdienst zieht Parallelen zwischen Jerusalem und dem Vereinigten Königreich, wie William Blake es in seinem Gedicht And did those feet in ancient time geschrieben hatte, das Parry unter dem Titel Jerusalem im Jahre 1916 vertonte.

## Einsatz bei Krönungen
Für frühere Krönungen wurde der Text u. a. von Henry Purcell und William Boyce vertont und aufgeführt. Die Parry-Version wurde für die Krönung Eduards VII. geschrieben und 1911 für die Krönung Georgs V. überarbeitet. So wurde das gebräuchliche Vorspiel hinzugefügt. Diese zweite Fassung umfasste nun antiphonale Gesänge und Blechbläserfanfaren. Abgesehen von der imperialen Wirkung der Musik war die wichtigste Neuerung die Integration des Zurufs Vivat, vivat Rex ...  beziehungsweise Vivat Regina ... (Es lebe König/Königin …) im zentralen Abschnitt, mit dem die Schüler der Westminster School traditionell den Monarchen begrüßen. Dieser Abschnitt, der jeweils umgeschrieben wird, entfällt in der Regel, wenn die Hymne bei nicht königlichen Anlässen durchgeführt wird. Bei der Krönung eines regierenden Königs und einer Königin wird zuerst das Vivat für die Königin gerufen, anschließend das für den König.

## Verwendung bei weiteren Veranstaltungen
Die Vertonung Parrys wurde am 29. April 2011 während der dreieinhalb Minuten dauernden Brautprozession auf der Hochzeit von William, Duke of Cambridge und Catherine, Duchess of Cambridge (ehemals Kate Middleton) in der Westminster Abbey gespielt. Bei der Hochzeit seiner Eltern, Charles, Prince of Wales und Diana, Princess of Wales im Jahr 1981 wurde es ebenfalls aufgeführt. Auch bei weiteren königlichen Anlässen ist das Stück traditionell als erste Hymne gespielt worden.

## Weitere Vertonungen
- Henry Purcell schrieb seine Vertonung für die Krönung von Jakob II. (England) im Jahr 1685 www.youtube.com
- Nicola Porpora schrieb seine Fassung mit üppigsten Koloraturen 1744 (www.youtube.com)
- William Boyce schrieb eine Fassung der Hymne für die Krönung von Georg III. 1761
- Moderne Gospel-Fassung von Edwin Hawkins aus dem Jahre 1992 www.youtube.com

### Noten
- Gemeinfreie Noten von I was glad when they said unto me in der Choral Public Domain Library – ChoralWiki (englisch)